# Satoi Dimacísio
Satoi Dimacísio (em armênio: ՍատոՅ; romaniz.: Satoy) foi um nobre armênio (nacarar) do século V, membro da família Dimacísio, ativo durante o reinado do xainxá Vararanes V (r. 420–438).

## Nome
Satoi (ՍատոՅ, Satoy; *Sat-ōy) é a forma armênia contraída do iraniano antigo Sataspe (Satāsp), que significa "aquele que tem centenas de cavalos". Em sua forma antiga foi registrado em grego (Σατάσπης, Satáspēs) e latim como Sataspes, em soguediano como Sataspe (stʾsp, Satāsp), em acadiano como Sataspa (*Šatašpa-) e em elamita como Sadasba / Sadisba (Šād(d)āšba / Šād(d)išba). Assume-se que suas formas em persa antigo e iraniano antigo foram, respectivamente, Sataspa (*Satāspa-) e Sat(a)uia (*Sat-(a)uya-).

## Contexto

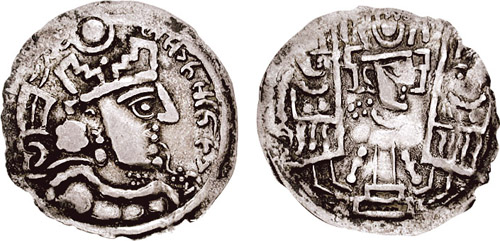
Dracma de r.

Em 428, os nacarares da Armênia peticionaram ao xainxá Vararanes V (r. 420–438) para que destronasse o rei Artaxias IV (r. 422–428) e abolisse a dinastia arsácida. Para governar o país, Vemir-Sapor foi nomeado como marzobã e e Vaanes II foi designado à tenência real. Vemir-Sapor morreu em 442, após uma administração considerada justa e liberal, na qual conseguiu manter a ordem sem ferir o sentimento nacional de frente. Vasaces I substituiu-o como marzobã. Vararanes permitiu a manutenção do cristianismo, enquanto procurava acabar com a influência do Império Bizantino sobre a Igreja da Armênia ao anexá-la à Igreja do Oriente. Contudo, seu filho e sucessor, Isdigerdes II (r. 438–457), era um pietista masdeísta e se comprometeu a impor o masdeísmo na Armênia.

## Vida

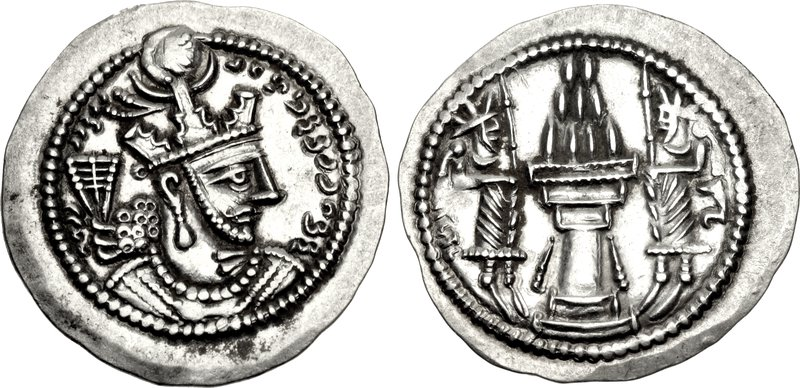
Dracma de r.

A parentela de Satoi é desconhecida, exceto que pertencia à família Dimacísio. É citado após a Batalha de Avarair de 26 de maio de 451, que debelou a revolta de Vardanes II contra a autoridade de Isdigerdes II. Na ocasião, esteve entre os nobres que aceitaram ir a Ctesifonte se submetem a Isdigerdes. Os nobres que foram ao Oriente permaneceram em cativeiro na Hircânia até 455, quando receberam permissão para retornar